# Helmuth Schneider
Pour les articles homonymes, voir Schneider.
Ne doit pas être confondu avec Helmut Schneider.
Helmuth Schneider, né le 18 décembre 1920 à Munich et mort renversé par une voiture le 17 mars 1972 à Rio de Janeiro au Brésil, est un acteur allemand.

## Biographie
Helmuth Schneider fit des études de médecine à Munich en 1938 et suivit des cours de théâtre au Deutsches Theater à Berlin de 1941 à 1943. En 1942, il fit ses débuts dans la comédie Sophienlund. Appelé sous les drapeaux, il dut mettre fin à son contrat au Deutsches Theater où il jouait des rôles de jeune premier. Il fut blessé en France.
En 1946, il quitta l’Allemagne et passa plus de six ans en Amérique du Sud et du Nord, se produisant en Argentine, au Brésil et aux États-Unis. Sous le pseudonyme d’Alexander Carlos, il participa aussi à quelques films. En 1950, il tint le rôle masculin principal dans la version allemande du film d’aventure La Déesse des Incas (Die Göttin vom Rio Beni).
De retour en Allemagne, il joua au Deutsches Theater de Göttingen. Par la suite, il tint plusieurs rôles principaux dans les heimatfilms de l’époque, où il joua à plusieurs reprises le rôle du chasseur, du forestier ou de l’administrateur de biens, toujours sympathique. À la fin des années 1950, il parut dans plusieurs films d’aventure, parmi lesquels le film de Karl May Der Löwe von Babylon (1959), où il incarna Kara Ben Nemsi.
Dans les années 1960, il s’installa à Rome et on le vit presque exclusivement dans des films internationaux. Il y incarna à plusieurs reprises d’antipathiques officiers allemands. 
Schneider était marié et a eu un fils. Il meurt en 1972 écrasé par une voiture à Rio de Janeiro.

## Filmographie
- 1950 : La Déesse des Incas (Die Göttin vom Rio Beni) de Franz Eichhorn
- 1959 : Le Lion de Babylone
- 1960 : L'Esclave du pharaon
- 1962 : Capitaine Sinbad
- 1965 : Paris brûle-t-il ?
- 1966 : Le facteur s'en va-t-en guerre
- 1966 : La Grande Vadrouille de Gérard Oury
- 1967 : Services spéciaux, division K
- 1967 : Indomptable Angélique de Bernard Borderie
- 1968 : Angélique et le sultan de Bernard Borderie : Colin Paturel
- 1968 : La Gloire des canailles
- 1969 : La Légion des damnés
- 1969 : À l'aube du cinquième jour
- 1970 : Ciak Mull
- 1972 : À la guerre comme à la guerre de Bernard Borderie